# Liste der Baudenkmäler im Wuppertaler Wohnquartier Kothen
Die Liste der Baudenkmäler im Wuppertaler Wohnquartier Kothen enthält die denkmalgeschützten Bauwerke auf dem Gebiet von Wuppertal-Kothen in Nordrhein-Westfalen (Stand: November 2011). Diese Baudenkmäler sind in der Denkmalliste der Stadt Wuppertal eingetragen; Grundlage für die Aufnahme ist das Denkmalschutzgesetz Nordrhein-Westfalen (DSchG NRW).

## Auszug aus der Denkmalliste

### Eingetragene Baudenkmäler
| Bild                    | Bezeichnung                                            | Lage                                      | Beschreibung | Bauzeit | Eingetragen seit   | Denkmal- nummer |
| ----------------------- | ------------------------------------------------------ | ----------------------------------------- | --- | ------- | ------------------ | --------------- |
| weitere Bilder          | Siedlung (Siedlung: Wohnhof / Am Unterbarmer Friedhof) | Kothen (Siedlung Am Unterbarmer Friedhof) | Zur Siedlung Am Unterbarmer Friedhof gehören: Am Unterbarmer Friedhof 40-50, Fuchsstraße 18, Wernerstraße 13             |         |                    | 0               |
| weitere Bilder          | Siedlung (Siedlung Im Springen)                        | Kothen (Siedlung Im Springen)             | Zur Siedlung Im Springen gehören: Gerdastraße 12, 14, Im Springen 1-13, 2-14, Springerstraße 31, 33, Zeughausstraße 1, 3 |         |                    | 0               |
| weitere Bilder          | Siedlungshaus (Wohnhof Am Unterbarmer Friedhof)        | Kothen Am Unterbarmer Friedhof 40         | Bestandteil der Siedlung Am Unterbarmer Friedhof. Eine D-Nummer mit Am Unterbarmer Friedhof 42,44,46,48,50               |         | 19. September 1984 | 146             |
| weitere Bilder          | Siedlungshaus (Wohnhof Am Unterbarmer Friedhof)        | Kothen Am Unterbarmer Friedhof 42         | Bestandteil der Siedlung Am Unterbarmer Friedhof, eine D-Nummer mit Am Unterbarmer Friedhof 40-50                        |         | 19. September 1984 | 146             |
| weitere Bilder          | Siedlungshaus (Wohnhof Am Unterbarmer Friedhof)        | Kothen Am Unterbarmer Friedhof 44         | Bestandteil der Siedlung Am Unterbarmer Friedhof, eine D-Nummer mit Am Unterbarmer Friedhof 40-50                        |         | 19. September 1984 | 146             |
| weitere Bilder          | Siedlungshaus (Wohnhof Am Unterbarmer Friedhof)        | Kothen Am Unterbarmer Friedhof 46         | Bestandteil der Siedlung Am Unterbarmer Friedhof, eine D-Nummer mit Am Unterbarmer Friedhof 40-50                        |         | 19. September 1984 | 146             |
| weitere Bilder          | Siedlungshaus (Wohnhof Am Unterbarmer Friedhof)        | Kothen Am Unterbarmer Friedhof 48         | Bestandteil der Siedlung Am Unterbarmer Friedhof, eine D-Nummer mit Am Unterbarmer Friedhof 40-50                        |         | 19. September 1984 | 146             |
| weitere Bilder          | Siedlungshaus (Wohnhof Am Unterbarmer Friedhof)        | Kothen Am Unterbarmer Friedhof 50         | Bestandteil der Siedlung Am Unterbarmer Friedhof, eine D-Nummer mit Am Unterbarmer Friedhof 40-50                        |         | 19. September 1984 | 146             |
| Villa                   | Villa                                                  | Kothen Amalienstraße 42                   | |         | 28. August 1990    | 1810            |
| weitere Bilder          | Villa                                                  | Kothen Bireneichen 3                      | |         | 6. Februar 1985    | 296             |
| weitere Bilder          | Wohn- und Geschäftshaus                                | Kothen Elisabethstraße 4                  | |         | 25. Mai 1993       | 2954            |
| weitere Bilder          | Wohn- und Geschäftshaus                                | Kothen Elisabethstraße 5                  | |         | 25. Mai 1993       | 2955            |
| weitere Bilder          | Wohnhaus                                               | Kothen Emilienstraße 20                   | |         | 15. Juni 1992      | 2270            |
| weitere Bilder          | Wohnhaus                                               | Kothen Emilienstraße 22                   | |         | 30. September 1986 | 883             |
| Wohnhaus                | Wohnhaus                                               | Kothen Emilienstraße 24                   | |         | 7. April 1993      | 2874            |
| weitere Bilder          | Wohnhaus                                               | Kothen Emilienstraße 26                   | |         | 19. April 1993     | 2903            |
| Wohnhaus                | Wohnhaus                                               | Kothen Emilienstraße 32                   | |         | 5. Mai 1993        | 2909            |
| weitere Bilder          | Schulgebäude (Städtische Hauptschule)                  | Kothen Emilienstraße 34                   | eine D-Nummer mit Emilienstraße 36                                                                                       |         | 14. Mai 1992       | 2225            |
| weitere Bilder          | Wohnhaus (Ehemaliges Rektoren-Wohnhaus)                | Kothen Emilienstraße 36                   | eine D-Nummer mit Emilienstraße 34                                                                                       | 1904    | 14. Mai 1992       | 2225            |
| weitere Bilder          | Villa                                                  | Kothen Emilienstraße 37                   | |         | 12. Dezember 1995  | 3827            |
| weitere Bilder          | Wohnhaus                                               | Kothen Emilienstraße 38                   | |         | 19. Juli 2000      | 4140            |
| weitere Bilder          | Wohnhaus                                               | Kothen Emilienstraße 39                   | |         | 19. Juli 2000      | 4144            |
| weitere Bilder          | Wohnhaus                                               | Kothen Emilienstraße 40                   | |         | 19. Juli 2000      | 4142            |
| weitere Bilder          | Villa                                                  | Kothen Emilienstraße 41                   | |         | 19. Juli 2000      | 4143            |
| weitere Bilder          | Villa                                                  | Kothen Emilienstraße 43                   | |         | 10. April 1986     | 747             |
| weitere Bilder          | Siedlungshaus (Wohnhof Am Unterbarmer Friedhof)        | Kothen Fuchsstraße 18                     | Bestandteil der Siedlung Am Unterbarmer Friedhof                                                                         |         | 19. September 1984 | 144             |
| weitere Bilder          | Siedlungshaus (Siedlung Im Springen)                   | Kothen Gerdastraße 12                     | Bestandteil der Siedlung Im Springen, eine D-Nummer mit Gerdastraße 14, Im Springen 4, 5, 6, 7, 8, 9                     |         | 20. August 1993    | 3064            |
| weitere Bilder          | Siedlungshaus (Siedlung Im Springen)                   | Kothen Gerdastraße 14                     | Bestandteil der Siedlung Im Springen, eine D-Nummer mit Gerdastraße 12, Im Springen 4, 5, 6, 7, 8, 9                     |         | 20. August 1993    | 3064            |
| weitere Bilder          | Wohnhaus                                               | Kothen Im Böckmannsbusch 31               | eine D-Nummer mit Im Böckmannsbusch 33                                                                                   |         | 13. Oktober 1987   | 1142            |
| weitere Bilder          | Wohnhaus                                               | Kothen Im Böckmannsbusch 33               | eine D-Nummer mit Im Böckmannsbusch 31                                                                                   |         | 13. Oktober 1987   | 1142            |
| weitere Bilder          | Siedlungshaus (Siedlung Im Springen)                   | Kothen Im Springen 1                      | Bestandteil der Siedlung Im Springen, eine D-Nummer mit Im Springen 2, 3                                                 |         | 23. August 1993    | 3067            |
| weitere Bilder          | Siedlungshaus (Siedlung Im Springen)                   | Kothen Im Springen 2                      | Bestandteil der Siedlung Im Springen, eine D-Nummer mit Im Springen 1, 3                                                 |         | 23. August 1993    | 3067            |
| weitere Bilder          | Siedlungshaus (Siedlung Im Springen)                   | Kothen Im Springen 3                      | Bestandteil der Siedlung Im Springen, eine D-Nummer mit Im Springen 1, 2                                                 |         | 23. August 1993    | 3067            |
| weitere Bilder          | Siedlungshaus (Siedlung Im Springen)                   | Kothen Im Springen 4                      | Bestandteil der Siedlung Im Springen, eine D-Nummer mit Gerdastraße 12, 14, Im Springen 5, 6, 7, 8, 9                    |         | 20. August 1993    | 3064            |
| weitere Bilder          | Siedlungshaus (Siedlung Im Springen)                   | Kothen Im Springen 5                      | Bestandteil der Siedlung Im Springen, eine D-Nummer mit Gerdastraße 12, 14, Im Springen 4, 6, 7, 8, 9                    |         | 20. August 1993    | 3064            |
| weitere Bilder          | Siedlungshaus (Siedlung Im Springen)                   | Kothen Im Springen 6                      | Bestandteil der Siedlung Im Springen, eine D-Nummer mit Gerdastraße 12, 14, Im Springen 4, 5, 7, 8, 9                    |         | 20. August 1993    | 3064            |
| weitere Bilder          | Siedlungshaus (Siedlung Im Springen)                   | Kothen Im Springen 7                      | Bestandteil der Siedlung Im Springen, eine D-Nummer mit Gerdastraße 12, 14, Im Springen 4, 5, 6, 8, 9                    |         | 20. August 1993    | 3064            |
| weitere Bilder          | Siedlungshaus (Siedlung Im Springen)                   | Kothen Im Springen 8                      | Bestandteil der Siedlung Im Springen, eine D-Nummer mit Gerdastraße 12, 14, Im Springen 4, 5, 6, 7, 9                    |         | 20. August 1993    | 3064            |
| weitere Bilder          | Siedlungshaus (Siedlung Im Springen)                   | Kothen Im Springen 9                      | Bestandteil der Siedlung Im Springen, eine D-Nummer mit Gerdastraße 12, 14, Im Springen 4, 5, 6, 7, 8                    |         | 20. August 1993    | 3064            |
| weitere Bilder          | Siedlungshaus (Siedlung Im Springen)                   | Kothen Im Springen 10                     | Bestandteil der Siedlung Im Springen, eine D-Nummer mit Im Springen 11, 12, 13, 14                                       |         | 20. August 1993    | 3065            |
| weitere Bilder          | Siedlungshaus (Siedlung Im Springen)                   | Kothen Im Springen 11                     | Bestandteil der Siedlung Im Springen, eine D-Nummer mit Im Springen 10, 12, 13, 14                                       |         | 20. August 1993    | 3065            |
| weitere Bilder          | Siedlungshaus (Siedlung Im Springen)                   | Kothen Im Springen 12                     | Bestandteil der Siedlung Im Springen, eine D-Nummer mit Im Springen 10, 11, 13, 14                                       |         | 20. August 1993    | 3065            |
| weitere Bilder          | Siedlungshaus (Siedlung Im Springen)                   | Kothen Im Springen 13                     | Bestandteil der Siedlung Im Springen, eine D-Nummer mit Im Springen 10, 11, 12, 14                                       |         | 20. August 1993    | 3065            |
| weitere Bilder          | Siedlungshaus (Siedlung Im Springen)                   | Kothen Im Springen 14                     | Bestandteil der Siedlung Im Springen, eine D-Nummer mit Im Springen 10, 11, 12, 13                                       |         | 20. August 1993    | 3065            |
| weitere Bilder          | Wohnhaus                                               | Kothen Irmgardstraße 47                   | |         | 11. Januar 1988    | 1269            |
| weitere Bilder          | Villa                                                  | Kothen Schloßstraße 3                     | |         | 15. Oktober 1984   | 166             |
| weitere Bilder          | Villa                                                  | Kothen Schloßstraße 16                    | |         | 14. Dezember 1984  | 223             |
| weitere Bilder          |                                                        | Kothen Schloßstraße 18                    | in Bearbeitung |         |                    | 0               |
| weitere Bilder          |                                                        | Kothen Schloßstraße 18 a                  | in Bearbeitung |         |                    | 0               |
| Wohn- und Geschäftshaus | Wohn- und Geschäftshaus                                | Kothen Siegesstraße 80                    | |         | 23. Februar 1995   | 3668            |
| Wohnhaus                | Wohnhaus                                               | Kothen Siegesstraße 82                    | |         | 18. September 1995 | 3743            |
| weitere Bilder          | Wohnhaus                                               | Kothen Siegesstraße 84                    | |         | 27. Februar 1986   | 724             |
| weitere Bilder          | Wohnhaus                                               | Kothen Siegesstraße 86                    | |         | 12. März 1990      | 1715            |
| weitere Bilder          | Wohnhaus                                               | Kothen Siegesstraße 94                    | |         | 9. Juni 1986       | 784             |
| weitere Bilder          | Wohnhaus                                               | Kothen Siegesstraße 96                    | |         | 10. Juni 1986      | 785             |
| weitere Bilder          | Schulgebäude (Ganztagsgymnasium Johannes Rau)          | Kothen Siegesstraße 134                   | |         | 24. August 1994    | 3517            |
| Wohnhaus                | Wohnhaus                                               | Kothen Siegesstraße 140                   | |         | 26. Oktober 1987   | 1160            |
| Wohnhaus                | Wohnhaus                                               | Kothen Siegesstraße 142                   | |         | 23. Oktober 1987   | 1157            |
| weitere Bilder          | Wohnhaus                                               | Kothen Siegesstraße 144                   | |         | 26. Oktober 1987   | 1161            |
| weitere Bilder          | Wohn- und Geschäftshaus                                | Kothen Siegesstraße 152                   | |         | 28. Februar 1990   | 1705            |
| Wohnhaus                | Wohnhaus                                               | Kothen Siegesstraße 154                   | |         | 25. Januar 1995    | 3650            |
| Wohnhaus                | Wohnhaus                                               | Kothen Siegesstraße 156                   | |         | 24. März 1995      | 3651            |
| Wohnhaus                | Wohnhaus                                               | Kothen Siegesstraße 158                   | |         | 25. Januar 1995    | 3653            |
| Wohnhaus                | Wohnhaus                                               | Kothen Siegesstraße 160                   | |         | 25. Januar 1995    | 3654            |
| weitere Bilder          | Wohnhaus (Bügeleisenhaus)                              | Kothen Siegesstraße 162                   | |         | 12. Dezember 1994  | 3627            |
| weitere Bilder          | Siedlungshaus (Siedlung Im Springen)                   | Kothen Springer Straße 31                 | eine D-Nummer mit Springer Straße 33 und Zeughausstraße 1 und 3                                                          |         | 20. August 1993    | 3066            |
| weitere Bilder          | Siedlungshaus (Siedlung Im Springen)                   | Kothen Springer Straße 33                 | eine D-Nummer mit Springer Straße 31 und Zeughausstraße 1 und 3                                                          |         | 20. August 1993    | 3066            |
| weitere Bilder          | Siedlungshaus (Wohnhof Am Unterbarmer Friedhof)        | Kothen Wernerstraße 13                    | Bestandteil der Siedlung Am Unterbarmer Friedhof                                                                         |         | 19. September 1984 | 145             |
| weitere Bilder          | Siedlungshaus (Siedlung Im Springen)                   | Kothen Zeughausstraße 1                   | eine D-Nummer mit Zeughausstraße 3, Im Springen 31 und 33                                                                |         | 20. August 1993    | 3066            |
| weitere Bilder          | Siedlungshaus (Siedlung Im Springen)                   | Kothen Zeughausstraße 3                   | eine D-Nummer mit Zeughausstraße 1, Im Springen 31 und 33                                                                |         | 20. August 1993    | 3066            |

### Baudenkmäler in Bearbeitung
Folgende Objekte werden noch geprüft oder ihr Status ist in der Denkmalliste nicht klar ersichtlich.

| Bild           | Bezeichnung | Lage                    | Beschreibung          | Bauzeit | Eingetragen seit | Denkmal- nummer |
| -------------- | ----------- | ----------------------- | --------------------- | ------- | ---------------- | --------------- |
| weitere Bilder |             | Kothen Emilienstraße 35 | Status wird überprüft |         |                  | 0               |

### Ausgetragene Baudenkmäler
| Bild                                                   | Bezeichnung                                            | Lage                   | Beschreibung | Bauzeit   | Eingetragen seit | Denkmal- nummer |
| ------------------------------------------------------ | ------------------------------------------------------ | ---------------------- | --- | --------- | ---------------- | --------------- |
| Treppe (Springertreppe Springer Straße/Zeughausstraße) | Treppe (Springertreppe Springer Straße/Zeughausstraße) | Kothen Springer Straße | Bestandteil der Siedlung Im Springen Die Treppe existiert nicht mehr. Da schon die Fotos der Denkmalliste Online sie mit fest montierten Gittern gesperrt zeigen, scheint sie schon bei Unterschutzstellung nicht mehr benutzbar gewesen zu sein. | 1920-1930 | 20. August 1993  | 3064            |